# Любыча-Крулевская (гмина)
Любыча-Крулевская (пол. Lubycza Królewska) — городско-сельская гмина (волость) в Польше, входит как административная единица в Томашувский повет (Люблинское воеводство), Люблинское воеводство. Население — 7180 человек (на 2004 год).

## Города
- Любыча-Крулевская

## Сельские округа
1. Бжезины
2. Дембы
3. Нове-Дыниска
4. Хребенне
5. Хута-Любыцка
6. Князе
7. Корне
8. Любыча-Крулевска
9. Стары-Махнув
10. Новы-Махнув
11. Мосты-Мале
12. Мыслятын
13. Новосюлки-Кардынальске
14. Потоки
15. Руда-Журавецка
16. Седлиска
17. Шаленик
18. Тенятыска
19. Вежбица
20. Затыле-Осада
21. Затыле
22. Журавце-Осада
23. Журавце
24. Жылка

## Прочие поселения
1. Буковинка
2. Грушка
3. Хребенне-Осада
4. Ялинка
5. Лазова
6. Мжиглоды-Любыцке
7. Новосюлки-Пшедне
8. Павлище
9. Руда-Любыцка
10. Руда-Журавецка-Осада
11. Рудки
12. Вулька-Вежбицка

## Соседние гмины
1. Гмина Белжец
2. Гмина Хорынец-Здруй
3. Гмина Ярчув
4. Гмина Нароль
5. Гмина Ульхувек